# Британские заморские территории
Британские заморские территории (англ. British Overseas Territories; Заморские территории Соединённого Королевства, англ. United Kingdom Overseas Territories; Заморские территории Великобритании) — четырнадцать зависимых территорий, находящихся под суверенитетом Великобритании, но не являющихся её частью.
Название «Британские Заморские Территории» было введено в 2002 году Законом о Британских Заморских территориях и заменило термин «Британские зависимые территории» (англ. British-Dependent Territories), содержавшийся в Законе о британском подданстве 1981 года. До этого территории назывались колониями или коронными колониями.
Острова Джерси, Гернси, а также Остров Мэн тоже находятся под суверенитетом Британской Короны, но имеют несколько отличные конституционные отношения с Великобританией и последовательно классифицируются как Коронные земли (Коронные владения, англ. Crown dependencies), а не заморские территории. Заморские территории и коронные земли следует отличать от Содружества Наций (англ. Commonwealth of Nations), добровольного союза бывших британских колоний, а с недавнего времени — некоторых других стран, например Мозамбика, присоединившихся к Содружеству по финансовым и политическим соображениям.
В историческом контексте колонии, бывшие частью Великобритании, следует отличать от протекторатов, которые, находясь под британским контролем, номинально сохраняли независимость. Их также не следует путать с доминионами, независимыми государствами, имевшими равный статус с Великобританией в Британской империи, а после Вестминстерского статута 1931 года — в Британском Содружестве Наций. Коронные колонии, например, Гонконг, отличались от других колоний тем, что управлялись непосредственно Короной и не имели автономии, которая была в самоуправляемых колониях, например у Бермудских островов.
Общее население территорий составляет около 230 тысяч человек (постоянное население), площадь — 18 131 км². Кроме того, Великобритания претендует на часть антарктической территории (Британская Антарктическая территория) площадью 1 709 400 км², но, согласно Договору об Антарктике, подписанному и ратифицированному Великобританией, территориальные претензии в данном регионе заморожены.

## История
Первые британские колонии в Новом Свете являлись поселениями британских подданных в землях, до сих пор находившихся вне владений Британской Короны. Первой такой колонией стал Ньюфаундленд, где в XVI веке британские рыбаки основывали сезонные поселения.
В 1607 году появилось поселение Джеймстаун, первая постоянная колония в Виргинии (термин, употреблявшийся в отношении всей Северной Америки). В 1609 году на Бермудских островах потерпевшими кораблекрушение поселенцами была основана вторая колония, которая, после потери в 1783 году американских колоний, стала старейшей существующей британской колонией (английские колонии стали называться британскими в 1707 году, после объединения Англии и Шотландии и образования Королевства Великобритании).
Окончательный список территорий, которые получили статус коронной колонии:
- Тринидад и Тобаго — в 1797
- Доминика — в 1805
- Сент-Люсия — в 1814

Рост Британской империи в XIX веке, достигший пика в 1920-х годах, привёл к тому, что Великобритания присоединила более четверти суши, включая территории в Азии и Африке, имевшие значительное местное население, и удерживаемые не для колонизации, а из коммерческих или стратегических соображений. В конце XIX века большие поселенческие колонии в Канаде, Австралии, Новой Зеландии и Южной Африке стали самоуправляемыми и получили независимость во всех вопросах, за исключением внешней политики, обороны и торговли. Разрозненные самоуправляющиеся колонии объединились, образовав федерации: Канаду в 1867 году и Австралийский Союз в 1901. Эти, а также другие большие самоуправляющиеся колонии в 1920-х годах получили название доминионов и обрели полную независимость на основании Вестминстерского статута 1931 года. Империя была переименована в Британское содружество, которое с 1949 года стало называться Содружеством Наций. Независимость получило большинство британских колоний в Африке, Азии и Америке. Некоторые бывшие колонии стали Королевствами Содружества, оставив британского монарха в качестве главы государства, другие стали республиками, однако признали королеву Елизавету II в качестве Главы Содружества.
В 1980-х Великобритания потеряла последние материковые колонии — Южную Родезию (сейчас Зимбабве) в Африке в 1980 году, и Британский Гондурас (сейчас Белиз) в Центральной Америке в 1981. Последней крупной колонией оставался Гонконг, имевший население более 5 миллионов человек. В отличие от других территорий, Гонконг с административной точки зрения состоял из двух частей:
- Остров Гонконг и полуостров Коулун были присоединены Британией навсегда по Нанкинскому договору и Пекинскому договору 1860 года.
- Территория материкового Китая, так называемые Новые Территории, была арендована Британией на 99 лет, начиная с 1898, для размещения растущего населения Гонконга.

Ввиду приближения 1997 года, Великобритания и КНР подписали Совместную китайско-британскую декларацию, по которой весь Гонконг в 1997 году становился «специальным административным регионом» КНР, при многочисленных условиях, которые должны были гарантировать сохранение капиталистической экономики Гонконга и образ жизни, сформировавшийся во время британского владычества, по крайней мере, 50 лет после его передачи.
Передача всего Гонконга была продиктована тем, что его инфраструктура была в значительной степени связана с провинцией Гуандун, и собственно британские территории не могли существовать без китайских поставок.
После возвращения Гонконга Китаю оставшиеся колониальные владения Великобритании являлись в основном небольшими островными территориями с незначительным населением, а также необитаемая Британская антарктическая территория. Эти территории не получили независимости по разным причинам, в частности:
- Отсутствие поддержки независимости со стороны местного населения.
- Небольшое количество населения, делающее проблематичным функционирование территории в качестве независимого государства.
- Зависимость от экономической помощи со стороны Великобритании.
- Необходимость британского военного присутствия для защиты от соседних государств.
- Отсутствие экономических и политических предпосылок для независимости.
- Некоторые территории не заселены и используются в научных или военных целях.

В 2002 году Британский Парламент утвердил Закон о Британских Заморских территориях. Он изменял название «зависимые территории» на «заморские территории» и восстанавливал полноценное британское гражданство для их жителей (за исключением территории военных баз на Кипре).
В настоящее время Британские Заморские территории существуют во всех регионах мира — острова Карибского бассейна — в т. н. Вест-Индии — и Бермуды в Северной Атлантике (Северная Америка), Фолклендские острова в Южной Атлантике (Южная Америка), Остров Святой Елены в Южной Атлантике (Африка), Острова Питкэрн в Океании, Гибралтар в Европе, Британская Территория в Индийском Океане и Акротири и Декелия в Азии, Южные Сандвичевы острова в Антарктике.

## Список территорий
| Флаг | Герб | Территория                                          | Регион                 | Девиз | Площадь км²                              | Численность населения (год переписи)                       | Столица                                                                             |
| ---- | ---- | --------------------------------------------------- | ---------------------- | --- | ---------------------------------------- | ---------------------------------------------------------- | ----------------------------------------------------------------------------------- |
|      |      | Ангилья                                             | Карибы                 | Strength and Endurance (Сила и выносливость)                                                                             | 102,0                                    | 13 037 (2011)                                              | Валли                                                                               |
|      |      | Бермуды                                             | Северная Атлантика     | Quo fata ferunt (лат.: «Куда занесёт (нас) судьба»)                                                                      | 53,2                                     | 64 237 (2010)                                              | Гамильтон                                                                           |
|      |      | Британская антарктическая территория                | Антарктика             | Research and discovery («Исследуй и открывай»)                                                                           | 1 709 400                                | 200 (персонал)                                             | Ротера (основная база)                                                              |
|      |      | Британская Территория в Индийском Океане            | Индийский океан        | In tutela nostra Limuria (лат.: «Лемурия под нашей опекой»)                                                              | 60                                       | 2 800 (военный и обслуживающий персонал)                   | Диего-Гарсия (военная база)                                                         |
|      |      | Британские Виргинские Острова                       | Карибы                 | Vigilate (лат.: «Будь бдителен»)                                                                                         | 153                                      | 24 939 (2010)                                              | Род-Таун                                                                            |
|      |      | Острова Кайман                                      | Карибы                 | He hath founded it upon the seas («Он основал его на морях»)                                                             | 264                                      | 54 397 (2010)                                              | Джорджтаун                                                                          |
|      |      | Фолклендские острова                                | Южная Атлантика        | Desire the right («Желай права»)                                                                                         | 12 173                                   | 2 840 (2012)                                               | Стэнли                                                                              |
|      |      | Гибралтар                                           | Иберийский полуостров  | Nulli expugnabilis hosti (лат.: «Ни один враг нас не изгонит»)                                                           | 6,5                                      | 30 001 (2012)                                              | Гибралтар                                                                           |
|      |      | Монтсеррат                                          | Карибы                 | A people of excellence, moulded by nature, nurtured by God («Люди совершенства, созданные природой, вскормленные Богом») | 102                                      | 4 922 (2011)                                               | Плимут (заброшен из-за извержения вулкана, де-факто столицей является город Брейдс) |
|      |      | Острова Питкэрн                                     | Тихий океан            | Нет | 47 (все острова, остров Питкэрн 4,6 км²) | 45 (2012)                                                  | Адамстаун                                                                           |
|      |      | Острова Святой Елены, Вознесения и Тристан-да-Кунья | Южная Атлантика        | Loyal and unshakeable («Верный и непоколебимый»)                                                                         | 420 (все острова)                        | 5 231 (2008)                                               | Джеймстаун                                                                          |
|      |      | Южная Георгия и Южные Сандвичевы Острова            | Южная Атлантика        | Leo terram propriam protegat (лат.: «Пусть лев защитит свою страну»)                                                     | 4 066                                    | 30 (2006)                                                  | Кинг-Эдуард-Пойнт/Грютвикен                                                         |
|      |      | Акротири и Декелия                                  | Средиземноморье (Кипр) | Dieu et mon droit (с фр. — «Бог и моё право»)                                                                            | 254                                      | 15 000 (почти половина — военные и обслуживающий персонал) | Эпископи                                                                            |
|      |      | Теркс и Кайкос                                      | Багамы                 | нет | 430                                      | 31 458 (2012)                                              | Коберн-Таун                                                                         |
|      |      | Всего                                               |                        | | 1 727 531                                | 249 137                                                    |                                                                                     |
|      |      | Всего                                               |                        | | 18 131 (без Антарктики)                  | 231 137 (постоянное население) без Антарктики              |                                                                                     |

## Управление

### Глава территории
Главой Заморских территорий является британский монарх (в настоящее время — король Карл III) в качестве главы Великобритании, а не по законам отдельных территорий. В каждой территории король назначает своих представителей для осуществления исполнительной власти. В территориях с постоянным населением по рекомендации правительства Великобритании королём назначается губернатор, как правило, старший офицер в отставке, или гражданский служащий. В территориях без постоянного населения обычно назначается комиссар. В заморских территориях, имеющих зависимые владения, губернатор может назначать администратора, представляющего его в зависимой территории.
Губернатор де-факто является главой территории. Он обычно отвечает за назначение главы правительства, и других государственных служащих. Губернатор также отвечает за связь с правительством Великобритании и выполняет представительские функции. Комиссар имеет те же полномочия, что и губернатор, однако выполняет также функции главы правительства.

### Администрация
Все заморские территории имеют собственную правительственную систему и местное законодательство. Их структура коррелирует с размером и политическим развитием колонии.
| Территория                                                                        | Управление |
| --------------------------------------------------------------------------------- | --- |
| - Британская Антарктическая территория - Южная Георгия и Южные Сандвичевы острова | Коренного населения нет, следовательно, нет выборного правительства. Комиссар с помощью администратора осуществляет управление территорией. |
| - Британская территория в Индийском океане                                        | Нет выборного правительства и на данный момент нет проживающего там коренного населения. Чагосцы, принудительно выселенные с территории в 1971 году и могущие рассматриваться как население островов, в настоящее время добиваются в британских судебных инстанциях разрешения на возвращение. |
| - Базы Акротири и Декелия на Кипре                                                | Нет выборного правительства, однако британские военные власти стремятся по возможности сблизить местные законы с законодательством Республики Кипр. |
| - Питкэрн                                                                         | Существует выборный мэр и совет острова, имеющий законодательную и исполнительную власть. Решения этих органов должны получить одобрение губернатора, который, как представитель британского правительства, сохраняет практически неограниченную власть. |
| - Фолклендские острова - Острова Святой Елены, Вознесения и Тристан-да-Кунья      | Правительство состоит из избираемого законодательного совета (англ. Legislative council). Губернатор является главой правительства и исполнительного совета, состоящего из назначаемых законодательным советом членов, а также двух постоянных членов. |
| - Ангилья - Британские Виргинские острова - Каймановы острова - Монтсеррат        | Эти территории имеют законодательный совет и политические партии. Исполнительный совет обычно называется кабинетом и возглавляется главным министром (англ. Chief Minister) (кроме Каймановых островов, где этот пост занимает лидер партии, имеющей большинство в парламенте (англ. Leader of Government Business). Губернатор имеет меньше полномочий в местных вопросах и занимается в основном внешней политикой и экономикой, в то время как избранное правительство занимается внутренними делами. |
| - Гибралтар                                                                       | Согласно Конституции 2006 года, принятой в референдуме, в Гибралтаре существует парламент. Правительство Гибралтара избирается и возглавляется главным министром. Вопросы обороны, внешней политики и внутренней безопасности находятся в ведении губернатора. Таким образом, Великобритания не имеет административной власти в Гибралтаре. |
| - Бермуды - Теркс и Кайкос                                                        | Бермуды, основанные в 1609 году, являются старейшей и наиболее населённой среди Заморских территорий. Большая часть исполнительной власти сосредоточена в руках премьер-министра. Эта система управления близка к принятой в Королевствах Содружества. Британское правительство сохраняет лишь минимальные полномочия и представлено губернатором, однако большинство вопросов решается местными министрами. Первая сессия бермудского парламента состоялась в 1620 году, и с тех пор это в значительной степени самоуправляемая и автономная территория. 9 августа 2006 года на Терксе и Кайкосе была принята новая конституция. Главой правительства является премьер-министр, и автономия островов значительно возросла. |

### Законодательная система
В каждой заморской территории имеется собственное законодательство, независимое от законодательства Великобритании. Законодательная система в целом основана на английском общем праве, с некоторыми местными различиями. Каждая территория имеет собственного генерального прокурора и судебную систему. В небольших территориях Великобритания назначает судью или юриста, который занимается судебными делами.
Такая система особенно важна в делах, касающихся серьёзных преступлений и там, где невозможно найти неангажированных присяжных, например на малонаселенных островах. Примером вмешательства Великобритании в судебный процесс по конкретному делу является расследование фактов изнасилования на острове Питкэрн в 2004 году.

## Отношения с Великобританией
Министерство иностранных дел и по делам Содружества отвечает за надзор за соблюдением интересов всех заморских территорий кроме баз на Кипре, находящихся в ведении Министерства Обороны. Департамент Заморских территорий возглавляется Министром по делам Заморских территорий, в настоящее время им является парламентский заместитель министра Мег Манн.
В 1999 году министерством был опубликован рапорт (Partnership for Progress and Prosperity: Britain and the Overseas Territories), описывающий политику Великобритании в отношении Заморских территорий и охватывающий четыре основные области:
- Самоопределение
- Ответственность Великобритании и территорий
- Демократическая автономия
- Предоставление помощи и поддержки

Правительства Заморских территорий с коренным населением (кроме Бермудских островов) имеют свои представительства в Лондоне. Интересы территорий также представляет расположенная в Лондоне Ассоциация Заморских территорий Великобритании (United Kingdom Overseas Territories Association (UKOTA).
Финансовая помощь предоставляется через Департамент Международного развития. В настоящее время бюджетную помощь получают только Монтсеррат и остров Святой Елены. Кроме того, существует несколько специальных фондов, например:
- The Good Government Fund, для развития правительственного управления
- The Economic Diversification Programme Budget, целью которого является диверсификация экономики территорий

## Внешние отношения
Иностранными делами Заморских территорий занимается Министерство иностранных дел и по делам Содружества. Кроме того, некоторые территории имеют в соседних странах дипломатических представителей, занимающихся иммиграционными внешнеэкономическими вопросами. Ряд карибских территорий входит в Организацию Восточно-карибских государств и Карибское сообщество. Ни одна из заморских территорий не является членом Содружества Наций, хотя они принимают участие в Играх Содружества.
Гибралтар является единственной заморской территорией, входившей в Европейский союз через членство Великобритании (до 2020 года), однако он не являлся самостоятельным членом и не входил в таможенный союз. Остальные заморские территории никогда не были членами Европейского союза, и большинство законов ЕС на них не распространялось. Определённые части законодательства ЕС были применимы к ним как к членам Ассоциации Заморских Стран и Территорий (англ. OCT Association), однако в практике они редко применялись местными судами. На том же основании Заморским территориям предоставлялись структурные фонды для проектов по восстановлению.
С момента возвращения большинству жителей Заморских территорий полноценного британского подданства (главным образом, на основании Закона о Британских Заморских территориях 2002 года), подданные этих территорий имели параллельное гражданство Евросоюза, дающее им право свободного перемещения по территории всех стран-членов Евросоюза.
Несколько государств имеют территориальные претензии к Великобритании, затрагивающие следующие заморские территории:
- Гибралтар — оспаривается Испанией
- Фолклендские острова, Южная Георгия и Южные Сандвичевы острова — оспариваются Аргентиной
- Британская территория в Индийском океане — оспаривается Маврикием и Сейшелами
- Военные базы Акротири и Декелия — оспариваются Кипром
- Британская Антарктическая территория — не признана мировым сообществом (см. Договор об Антарктике), кроме того часть территории оспаривается Чили и Аргентиной.

## Гражданство
Ни одна из Заморских территорий не имеет собственного гражданства, и все граждане классифицируются как граждане Британских заморских территорий (англ. British Overseas Territories citizens, BOTC). Однако территории имеют самоуправление в вопросах миграции, поэтому получение статуса BOTC не даёт автоматически права на пребывание в других территориях, так как это зависит от миграционных законов конкретной территории. Заморская территория может предоставлять статус жителя (англ. Belonger status), дающий право проживания. Лица, не имеющие гражданства Британских заморских территорий, могут получать этот статус с целью проживания в конкретной территории и после этого по желанию проходить натурализацию и получать гражданство.
Исторически большинство жителей бывшей Британской империи имело британское подданство, которое, как правило, утрачивалось после обретения территорией независимости. С 1949 года британские подданные в Великобритании и оставшихся коронных колониях стали называться гражданами Великобритании и колоний (англ. citizens of the United Kingdom and Colonies). Однако изменения, внесённые в Закон о гражданстве и иммиграции в период с 1962 по 1983 год, привели к созданию в январе 1983 года отдельного гражданства Британских зависимых территорий (англ. British Dependent Territories citizenship) — таким образом, большинство населения Заморских территорий было лишено полноценного британского гражданства. Это было сделано в основном для предотвращения массовой иммиграции жителей Гонконга в Великобританию перед его передачей КНР в 1997 году. Исключение было сделано для Фолклендских островов, которые за год до этого подверглись нападению со стороны Аргентины. Из-за разногласий с Испанией полноценное британское гражданство было вскоре возвращено жителям Гибралтара.
В 2002 году Закон о Британских Заморских территориях отменил гражданство Британских зависимых территорий и восстановил полноценное британское гражданство для всех его обладателей, за исключением населения военных баз на Кипре. Благодаря этому жители территорий вновь получили право жить на территории Великобритании.
В то же время, британские граждане не имеют автоматического права на поселение ни в одной из Заморских территорий. В некоторых из них иммиграция запрещена, и все прибывающие должны получать разрешение на жительство правительства территории. Посещение Острова Вознесения и Британской территории в Индийском океане не разрешено (за исключением официальных визитов), поскольку эти территории используются в качестве военных баз.

## Вооружённые силы
За защиту заморских территорий отвечает Великобритания. Многие заморские территории являются военными базами Великобритании и её союзников.
- Остров Вознесения (административно относящийся к острову Святой Елены) — база ВВС Великобритании и ВВС США, ранее известная как RAF Ascension Island.
- Бермудские острова — после провозглашения независимости США стали основной базой ВМС Великобритании в Западном полушарии. На островах имеется адмиралтейство, верфи и эскадра. Для их защиты был создан значительный военный гарнизон, и Бермудские острова рассматривались британским правительством не как колония, а как военная база — «Гибралтар Запада». Во время Второй мировой войны на Бермудских островах были созданы канадская и американская военные базы, существовавшие также в период холодной войны. С 1995 года военное присутствие на Бермудских островах было сокращено до территориального батальона (англ. Bermuda Regiment).
- Британская территория в Индийском океане — на острове Диего-Гарсия расположена большая военно-морская и авиационная база, арендованная Соединёнными Штатами до 2036 года[источник не указан 3037 дней], с возможностью продления или пересмотра условий договора.
- Фолклендские острова — на островах находятся британская военная группировка (англ. British forces on the Falklands), включающая сухопутные войска, авиацию и флот.
- Гибралтар — имеется база ВМС Великобритании, авиабаза и верфи, используемые также НАТО, а также гарнизон (англ. Royal Gibraltar Regiment).
- Акротири и Декелия на Кипре — стратегическая военная база Великобритании в восточном Средиземноморье.

## Символы и эмблемы
Каждая Заморская территория имеет собственный флаг и герб, жалованный британским монархом. Традиционно флаги соответствуют дизайну синего кормового флага (англ. Blue Ensign), с флагом Великобритании в крыже и гербом территории.
Исключение составляют:
- Бермудские острова — английский торговый флаг (англ. Red Ensign)
- Британская Антарктическая территория — английский военно-морской флаг, (англ. White Ensign)
- Британская территория в Индийском океане — синий кормовой флаг с волнистыми линиями, символизирующими море.
- Гибралтар — флаг с собственным гербом (флаг города Гибралтар). Герб Гибралтара — единственный, существовавший до прихода британской колониальной администрации.

Базы Акротири и Декелия на Кипре являются единственной британской заморской территорией, не имеющей собственного флага. В них, а также на Острове Вознесения используется флаг Великобритании.

## Галерея
- Санди-Граунд, Ангилья.
- Сент-Джордж, Бермуды.
- Вид военной базы на Диего-Гарсия, Британская территория в Индийском океане.
- Род-Таун, Тортола, Британские Виргинские острова.
- Большой Кайман, Каймановы острова.
- Плато, Фолклендские острова.
- Гибралтарская скала, Гибралтар.
- Суфриер-Хилс, Монтсеррат.
- Адамстаун, Питкэрн.
- Джеймстаун, Остров Святой Елены.
- Залив Камберленд, Южная Георгия и Южные Сандвичевы острова.
- Коберн-Таун, Теркс и Кайкос.
- Куин-Мэрис-Пик (Тристан-да-Кунья) — высшая точка Британских заморских территорий.